# Żleb Roja

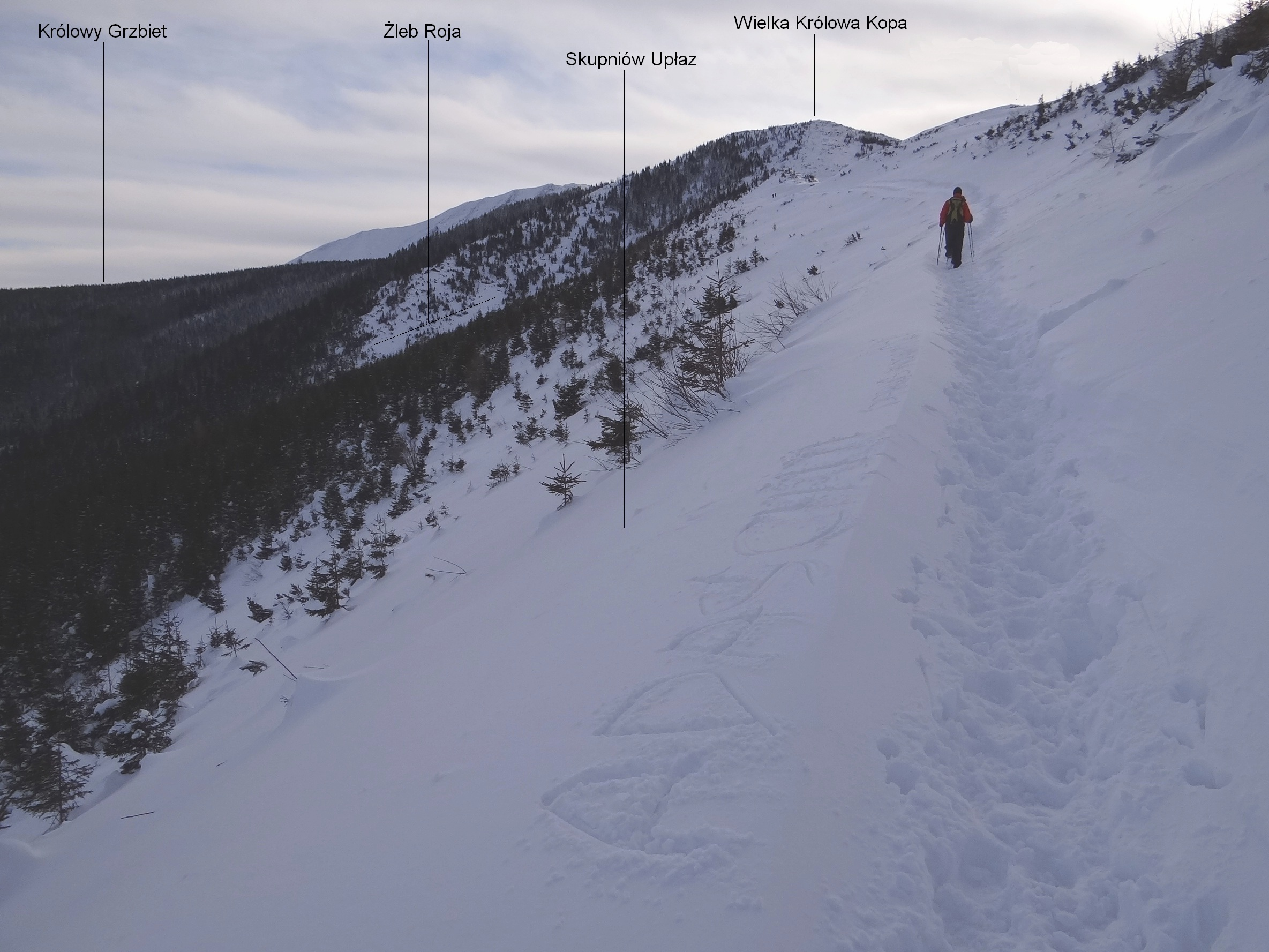
Widok ze Skupniowego Upłazu

Żleb Roja – żleb opadający spod przełęczy Diabełek do Doliny Olczyskiej w polskich Tatrach Zachodnich. Opada dokładnie w północnym kierunku, ma lejkowaty kształt i deniwelację około 300 m. W górnej części pod przełęczą jest to szeroka, trawiasto-kosówkowa i stroma depresja, niżej staje się wąski i mniej stromy. Uchodzi do Doliny Olczyskiej na wysokości około 1140 m n.p.m. W zimie schodzą nim (średnio raz na kilka lat) lawiny śnieżne. W 1929 w jednej z takich lawin zginął młodo Józef Roj i od jego nazwiska nadano nazwę żlebowi.
Wypadek miał miejsce 16 marca 1929 r. tuż przed południem. Józef Roj i Tadeusz Stasina, skuszeni korzystnymi warunkami śniegowymi, zaczęli zjeżdżać na nartach ze Skupniowego Upłazu w kierunku Doliny Olczyskiej. Po wykonaniu kilku zakosów zainicjowali lawinę. Podcięte masy puszystego śniegu, leżącego warstwą zaledwie kilkunastu centymetrów, jednak na dużym obszarze górnego leja żlebu, ruszyły w dół spiętrzając się i pociągając obu narciarzy. Bardzo szybko podjęta akcja ratunkowa i wystająca spod śniegu narta pozwoliły odkopać żywego jeszcze Stasinę. Poszukiwania Roja trwały dwa dni i brało w nich udział 20 narciarzy i oddział wojska. Dopiero 18 znaleziono skulone zwłoki Roja w stożku usypanym, na głębokości 5 m. Długość lawiny wynosiła ok. 500 m, szerokość przeciętna 20 m, grubość w górnej połowie lawiny 3–5 m. Była to lawina puchu świeżego leżącego na twardym podkładzie, nie związanego z nim.
Dolną część żlebu przecina nartostrada. Żleb wygląda groźnie i narciarze przejeżdżający tą nartostradą zwykle przed przecięciem żlebu spoglądają w górę. Faktycznie jednak lawiny do poziomu nartostrady schodzą bardzo rzadko – raz na kilkadziesiąt lat. 15 metrów poniżej trasy nartostrady znajduje się w Żlebie Roja próg skalny, złożony z dwóch wypolerowanych płyt wapiennych o łącznej wysokości około 25 m i szerokości dochodzącej do 15 m.
Na niektórych mapach (m.in. na wojskowej 1:10 000) żleb podpisany jest jako Siklawiczny Żleb. Jest to jednak nazwa błędna. Według Władysława Cywińskiego „Miejsce jest popularne; znane wśród ratowników, przewodników, narciarzy i szerokich rzesz turystów. Oprócz autorów (autora?) wspomnianej mapy, nikt nigdy nie słyszał o nazwie innej niż Żleb Roja”.

## Nartostrady
– jednokierunkowa nartostrada z Kasprowego Wierchu przez Dolinę Gąsienicową, Królowy Grzbiet, Skupniów Upłaz i Nosalową Przełęcz do Kuźnic.